# 玛吉拉准

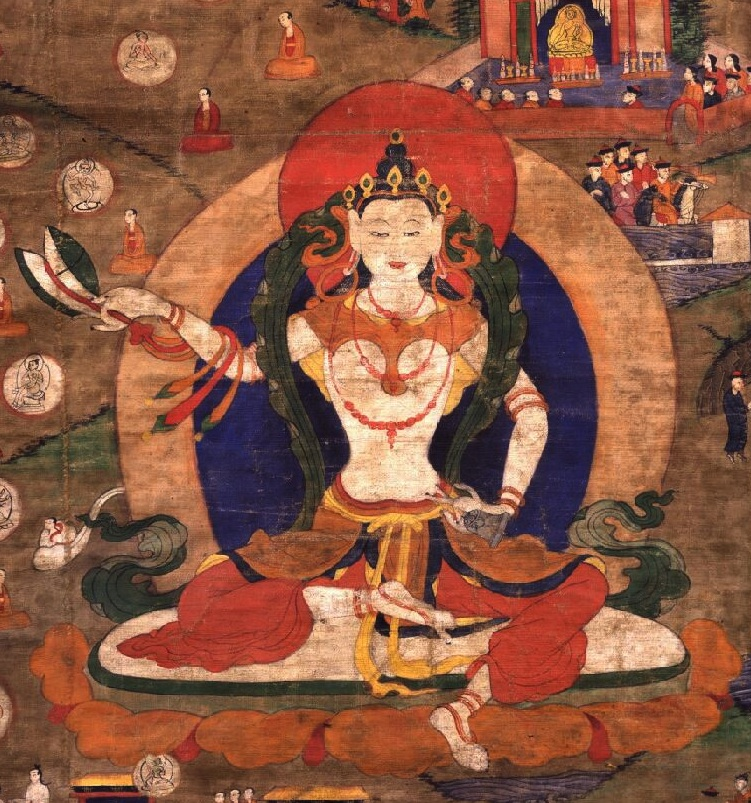
玛吉拉准

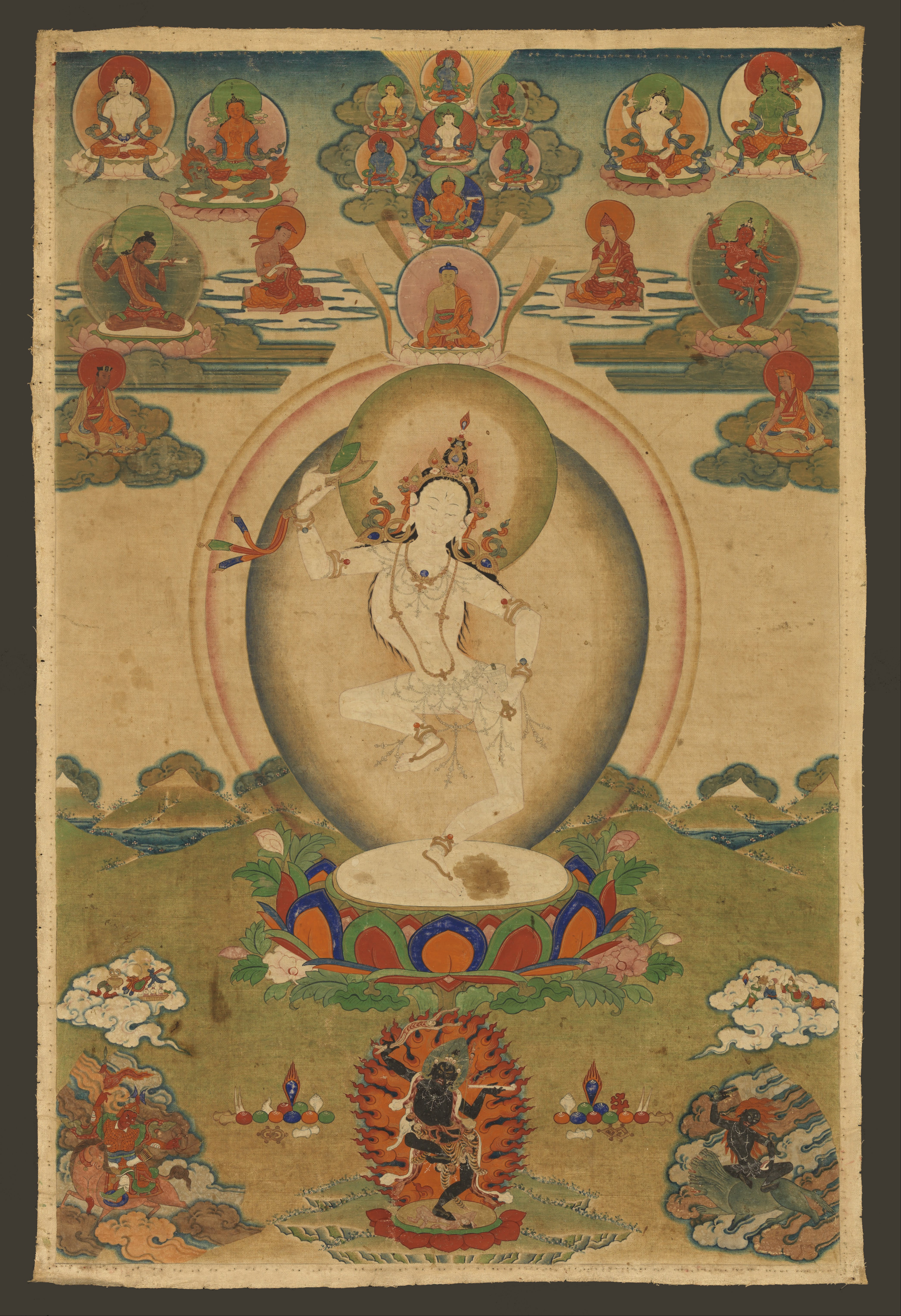
玛吉拉准画像，19世纪，美国魯賓藝術博物館藏

玛吉拉准（藏語：མ་ཅིག་ལབ་སྒྲོན་，威利转写：ma cig lab sgron，1055年—1149年），藏传佛教著名女性密宗师，女系觉宇派的开创者。
玛吉拉准出生于西藏叶拉地方的富裕人家，父亲名却吉达哇，母亲名奔江。16岁时与姐姐东措仁钦从格西扎巴修习。20岁时姐姐去世，同年她从交·索南喇嘛受“甚深三昧四灌顶”。此后她又师从夏玛尔巴、白顿巴、亚塘巴等。后在扎塘（今山南市扎囊县）遇到觉宇派始祖帕当巴桑结，帕当巴桑结称赞她为“身具四种大智慧，佛母空行之化身，启开三摩地之门，降伏众魔能胜母，拉吉仲美为恭敬。”。23岁时她跟随由印度来藏的班智达陀巴扎亚学法，后与他成婚，并育有二子一女。34岁她离开家庭，再次拜谒索南喇嘛，受“帕姆成就五神灌顶”并获赐密名“多杰旺秀玛”（意为“金刚自在女”）。此后一直随帕当巴桑结修法。37岁时以桑日卡玛尔（位于今山南市桑日县）作为主要道场，收徒弘法，开创了女系觉宇派（མོ་གཅོད་，摩觉）。1144年圆寂，后被僧众奉为智慧空行母的化身。

## 形象
玛吉拉准在唐卡中常常被画成全裸的形象。右手持手摇鼓，左手持金刚铃，右腿卷曲，左腿站立。